# 海南荩草
海南荩草（学名：Arthraxon castratus）为禾本科荩草属下的一个种。

## 扩展阅读
- 維基物種上的相關：海南荩草